# Acerotella krylovi
Acerotella krylovi är en stekelart som beskrevs av Peter Neerup Buhl 2002. Acerotella krylovi ingår i släktet Acerotella och familjen gallmyggesteklar. Inga underarter finns listade i Catalogue of Life.